# ネパール地震 (1988年)
1988年のネパール地震（ネパールじしん）は、1988年8月21日、ネパール・サガルマタ県南部で発生したマグニチュード6.8の地震である。
ネパールにおける被害は、東部のサガルマタ県・メチ県・コシ県から、首都カトマンズに近いバクタプルなどまで広範囲に及んだ。死者数の半分以上は14歳以下の子どもであった。インドにおける被害は、ビハール州のネパール国境に近い地域に集中した。建物の被害は粘土や煉瓦で造られた伝統的な住宅に集中し、鉄筋コンクリート造りや木造住宅の被害は多くなかった。
当時ネパールには建物の耐震基準に関する自前の規定がなく、インドやイギリスのものを準用していて、ネパールの実情に合った耐震規定の整備や防災教育の必要が指摘された。
|                    | 死者数 | 負傷者数 | 家屋被害 | 備考  |
| ネパール           | 721人  | 7329人   | 10万戸   | [ 7 ] |
| インド・ビハール州 | 282人  | 3766人   | 15万戸   | [ 7 ] |
| 合計               | 1003人 | 11095人  | 25万戸   |       |